# فيرغوس مارتن
فيرغوس مارتن (بالإنجليزية: Fergus Martin)‏ هو رسام أيرلندي، ولد في 18 يناير 1955.